# Kalewala
Kalewala (russisch Калевала, finnisch und karelisch Kalevala) ist eine Siedlung städtischen Typs in der Republik Karelien im Nordwesten Russlands. Vom 16. Jahrhundert bis 1963 hieß der Ort Uchta (russisch Ухта, karelisch und finnisch Uhtua). Kalewala hat 4529 Einwohner (Stand 14. Oktober 2010) und ist Sitz der Verwaltung des Rajons Kalewala. Der Ort liegt am Nordufer des Sees Sredneje Kuito 550 km nordwestlich von Petrosawodsk und 182 km westlich von Kem.
Uchta war eines der Dörfer, in denen Elias Lönnrot im frühen 19. Jahrhundert die mündlich überlieferte Volksdichtung aufzeichnete, auf deren Grundlage er das finnische Nationalepos Kalevala schuf. In Anlehnung daran wurde Uchta mit Verleihung des Status einer Siedlung städtischen Typs 1963 in Kalewala umbenannt.
| Jahr | Einwohner |
| ---- | --------- |
| 1939 | 3365      |
| 1959 | 3494      |
| 1970 | 4408      |
| 1979 | 4834      |
| 1989 | 5150      |
| 2002 | 5578      |
| 2010 | 4529      |

Anmerkung: Volkszählungsdaten

## Bildergalerie

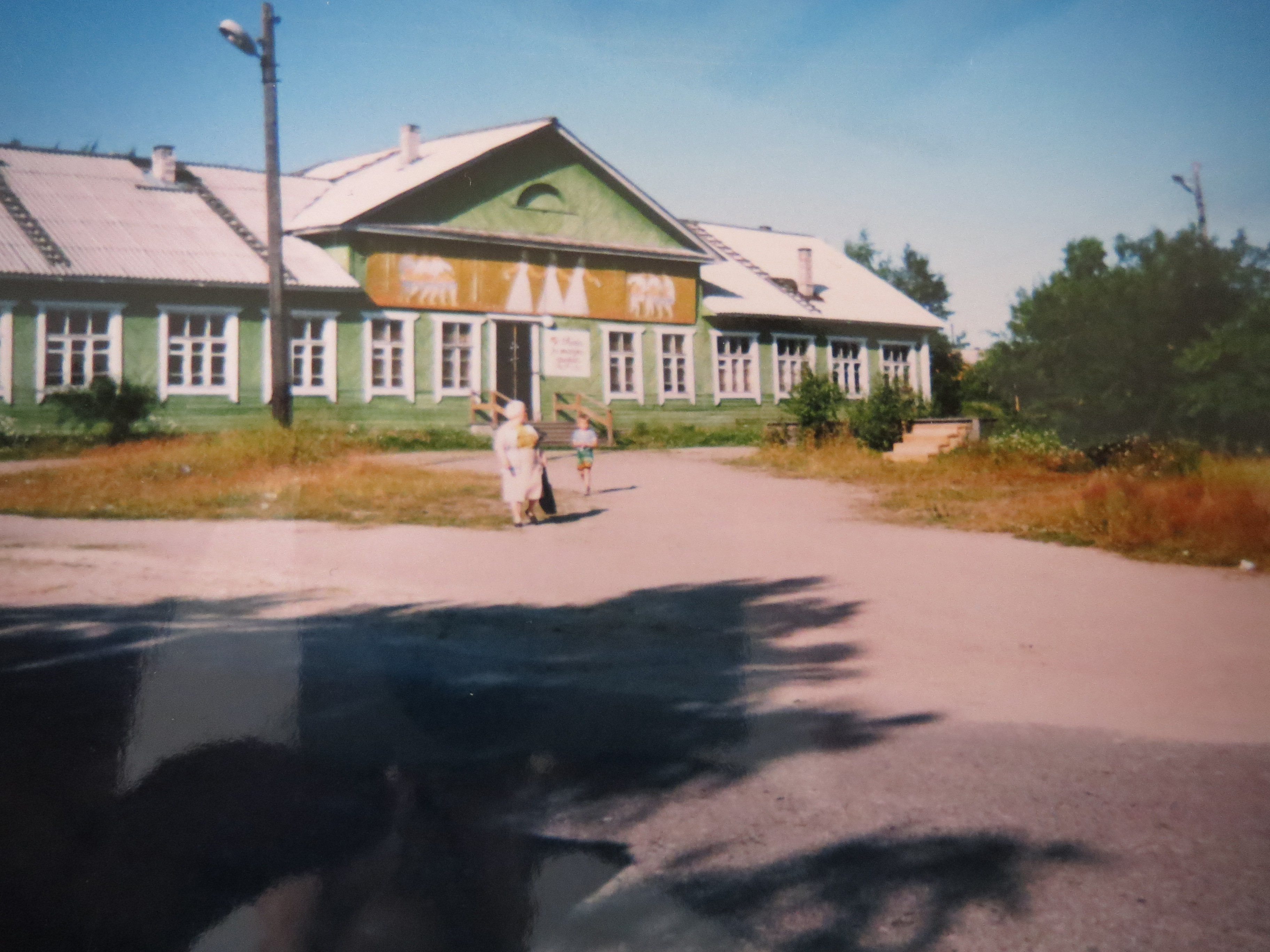
Kalevala
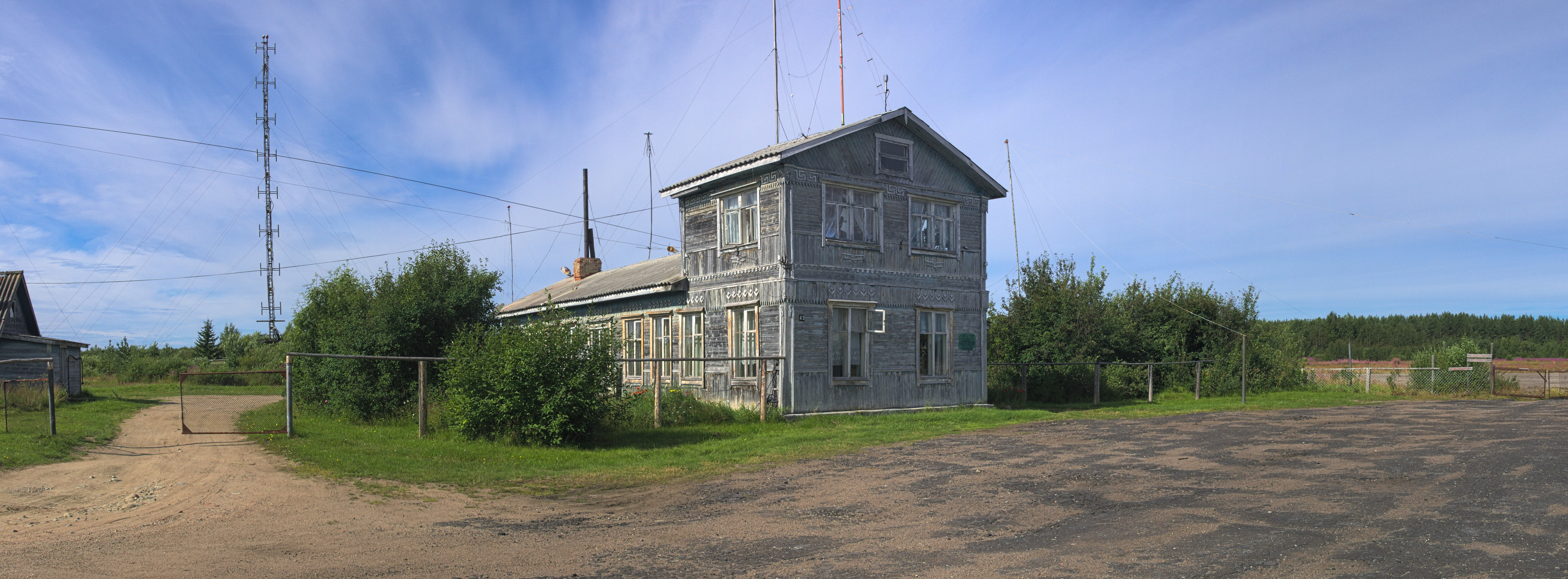
Flugplatz